# الضم الروسي لجنوب أوكرانيا وشرقها
شنت روسيا غزوًا عسكريًا على الأراضي الأوكرانية، وأعلنت في 30 سبتمبر 2022 ضمها لمناطق ضمن حدود أربع مقاطعات أوكرانية هي لوهانسك، ودونيتسك، وزاباروجيا، وخيرسون. لم يعلن المسؤولون الروس حدودًا واضحة للغزو. لم تسيطر روسيا بشكل كامل على أي من المقاطعات الأوكرانية المذكورة سابقًا. شكل الغزو الروسي لأوكرانيا الضم الأكبر في أوروبا منذ الحرب العالمية الثانية، إذ شمل حوالي 90.000 كيلومتر مربع أو ما يعادل 15% من أراضي أوكرانيا.
نظمت السلطات الروسية استفتاءات الضم في مناطق الأعمال القتالية التي هرب معظم سكانها، جاء إعلان الضم الروسي للمناطق الأوكرانية عقب هذه الاستفتاءات، ولكن لم يعترف المجتمع الدولي بشرعيتها. حدث ذلك بعد سبعة أشهر من بدء الغزو الروسي، وبعد أقل من شهر من بدء هجوم خاركيف الأوكراني المضاد. أقيم حفل التوقيع في قصر الكرملين الكبير في موسكو بحضور رؤساء سلطة الاحتلال ليونيد باسيتشنيك، ودينيس بوشلين، ويفغيني باليتسكي، وفولوديمير سالدو، والرئيس الروسي فلاديمير بوتين.
لم يعترف المجتمع الدولي بشرعية الضم الروسي للأراضي الأوكرانية، نستثني من ذلك كوريا الشمالية. نفت أوكرانيا، والاتحاد الأوروبي، والولايات المتحدة، والأمم المتحدة جميعًا شرعية الاستفتاءات الروسية، واعتبرت الضم عملية غير قانونية. قال الرئيس الأوكراني فولوديمير زيلينسكي ردًا على ذلك، ستتقدم أوكرانيا بطلب للانضمام إلى حلف الناتو. أعلنت الأحكام العرفية داخل المناطق المحتلة في 19 أكتوبر، وأصدرت تشريع بحظر التجمعات العامة وغيرها من القيود على الحرية الشخصية. سمح الهجوم الأوكراني المضاد باستعادة أجزاء من الأراضي الأوكرانية في المناطق الجنوبية والشرقية، بما في ذلك مدينة خيرسون في 11 نوفمبر.

## استفتاءات الضم
أعلن عن استفتاء الانضمام إلى روسيا في 20 سبتمبر، وأجريت من قبل سلطات جمهورية دونيتسك الشعبية، وجمهورية لوغانسك الشعبية، وكذلك إدارات الاحتلال في مقاطعة خيرسون ومقاطعة زاباروجيا. أيد 93.11% من الناخبين في مقاطعة فيزاباروجيا الانضمام إلى الاتحاد الروسي، أعلن المسؤولون الروس هذه النتائج في 27 سبتمبر. وقع بوتين مراسيم تعترف بمنطقتي خيرسون، وزاباروجيا كدولتين مستقلتين في 29 سبتمبر.

## إجراءات الضم والحدود
وقع بوتين على معاهدات الانضمام في 30 سبتمبر، واتفق مع القادة الأربعة الموالين لروسيا وهم، ليونيد باشنيك رئيس جمهورية لوهانسك الشعبية، ودينيس بوشلين رئيس جمهورية دونيتسك الشعبية، ويفغيني باليتسكي حاكم منطقة زاباروجيا، وفولوديمير سالدو حاكم إقليم خيرسون. لم يتضمن الإعلان الحدود الدقيقة للأراضي المضمومة.
شن الجيش الأوكراني هجوم خاركيف المضاد بعد ساعات من إعلان الضم، واستعاد خلاله عدة بلدات في مقاطعة دونيتسك.
أعلنت السلطات الروسية حدودًا لبعض المناطق المضمومة في أوائل أكتوبر، وقررت أن تحتفظ جمهورية لوهانسك الشعبية، وجمهورية دونيتسك الشعبية بحدودهما السابقة في عام 2014. لم تكن حدود الضم واضحة في بقية المناطق، وتركت إلى حين التشاور مع السكان المحليين. شكلت خطة لدمج الأجزاء التي تسيطر عليها روسيا من مقاطعة ميكولايف مع مقاطعة خيرسون الخاضعة للسيطرة الروسية.
لم تسيطر روسيا بشكل كامل على ولايات دونيتسك، ولوهانسك، وخيرسون، وزاباروجيا. شملت سيطرتها على حوالي 60% من مقاطعة دونيتسك، ومعظم مقاطعة لوهانسك، وإقليم خيرسون، وحوالي 70% من مقاطعة زاباروجيا. فقدت روسيا مؤخرًا جميع المناطق التي كانت تسيطر عليها في مقاطعة خاركيف ما عدا جزءًا صغيرًا.
لم توضح روسيا أهدافها ومطالبها في المقاطعات غير الخاضعة للسيطرة العسكرية، جاء في إعلان السلطات الروسية، تعامل منطقة دونيتسك كجزء من روسيا، ويحرر الجزء غير الخاضع للسيطرة الروسية العسكرية. بلغت مساحة المناطق التي كانت تسيطر عليها روسيا في ذلك الوقت حوالي 15% من إجمالي مساحة أوكرانيا، أكثر من 90.000 كم 2 (35000 ميل مربع)، أي ما يعادل مساحة المجر أو البرتغال تقريبًا.
صرح المتحدث باسم بوتين، دميتري بيسكوف، عن خطة لضم الجمهوريات الشعبية دونيتسك، ولوهانسك إلى الحدود التي كانت عليه في عام 2014، لم توضع حدود مقاطعة زاباروجيا وخيرسون، وتركت إلى حين إجراء المشاورات مع السكان. أدت هذه التعليقات إلى اندلاع الجدل بين مؤيدي الضم في روسيا.
صوت مجلس الدوما الروسي بالإجماع على إضفاء الطابع الرسمي على عمليات الضم غير القانونية في 3 أكتوبر. حصل ضم كل ولاية على أصوات مؤيدة أكثر من عدد المشرعين الحاضرين. برر الرئيس فياتشيسلاف فولودين هذه التناقضات على أنها أخطاء فنية.

## النتائج
سمحت روسيا للأوكرانيين بالعبور إلى مناطق السيطرة الأوكرانية، وطالبتهم بدءًا من 1 أكتوبر بملء تأشيرات الخروج والحصول على إذن مسبق. تباطأ عدد الوافدين من مناطق السيطرة الروسية إلى حد كبير. قد تصل مدة الحصول على إذن للمغادرة إلى أسبوعين، وتتطلب الحصول على تصاريح من مختلف الأجهزة الأمنية الروسية. أعلن الرئيس فلاديمير بوتين الأحكام العرفية في المناطق المضمومة في 19 أكتوبر.
تقدر تكلفة إعادة إعمار الأراضي المضمومة إلى روسيا ما بين 100 و200 مليار دولار. كشفت ميزانية الدولة التي نشرها الكرملين في 29 سبتمبر عن تخصيص 3.3 مليار روبل (حوالي 59 مليون دولار أمريكي) لإعادة إعمار هذه المناطق.
صرح المتحدث باسم فلاديمير بوتين دميتري بيسكوف في ديسمبر 2022، لا يمكن عقد خطة سلام لإنهاء الحرب الروسية الأوكرانية إلا بعد اعتراف أوكرانيا بسيادة روسيا على المناطق التي ضمتها بشكل غير قانوني في سبتمبر 2022.

## ردود الفعل
ورد في وكالة رويترز الإعلامية، إذا ضمت روسيا رسميًا جزءًا إضافيًا كبيرًا من أوكرانيا، سيخاطر بوتين حينها بمواجهة عسكرية مباشرة وسيكون التحدي بينه وبين الولايات المتحدة وحلفائها الأوروبيين، وسيصعد الحرب الدائرة بين روسيا وأوكرانيا. أعلنت نائبة الأمين العام للأمم المتحدة للشؤون السياسية وبناء السلام، روزماري ديكارلو، عن رفضها للاستفتاء الروسي، واعتبرتها محاولة لإضفاء الشرعية على محاولات الاحتلال، وتبرير الاستيلاء على الأراضي بالقوة بأنها تمثل إرادة الشعب، وأضافت: لا يمكن اعتبار هذه الاستفتاءات شرعية بموجب القانون الدولي.
عُقد اجتماع لمجلس الأمن التابع للأمم المتحدة في 30 سبتمبر 2022 للتصويت على قرار لإدانة روسيا، كانت نتائج التصويت 10 أصوات مؤيدة لقرار الإدانة، وصوت واحد معارض، وامتناع أربعة أعضاء عن التصويت. فشل القرار لأن روسيا اعترضت عليه. امتنعت البرازيل والصين والهند عن التصويت.
أصدرت الجمعية العامة للأمم المتحدة القرار ES-11/4، بعنوان وحدة أراضي أوكرانيا، والدفاع عن مبادئ ميثاق الأمم المتحدة، صوتت 143 دولة لصالحه، وعارضته 5 دول وامتنعت 35 دولة عن التصويت. أدان هذا القرار الاستفتاءات غير القانونية، ومحاولات الضم غير الشرعية، وطالب روسيا بالتراجع عن قراراتها على الفور وسحب قواتها من أوكرانيا. كوريا الشمالية هي الدولة الوحيدة العضو في الأمم المتحدة التي اعترفت بضم روسيا لأربع مناطق محتلة جزئيًا في أوكرانيا.

### الرد الأوكراني
صرح رئيس أوكرانيا، فولوديمير زيلينسكي في 7 أغسطس 2022، إذا استمر المحتلون في طريق الاستفتاءات الزائفة سيغلقون أمام أنفسهم أي فرصة لإجراء محادثات مع أوكرانيا والعالم الحر، والتي سيحتاجها الجانب الروسي في مرحلة ما.
صرح مستشار زيلينسكي ميخايلو بودولاك في 29 سبتمبر، إن الخطط الروسية لضم أجزاء من أوكرانيا لا معنى لها من الناحية القانونية، وأن حفل الضم كان استعراضًا غريبًا للكرملين.
سمح الهجوم الأوكراني المضادة باستعادة أجزاء من الأراضي الأوكرانية في المناطق الجنوبية والشرقية، بما في ذلك مدينة خيرسون في 11 نوفمبر.